# Evgenija Artamonova
Evgenija Viktorovna Artamonova-Estes (in russo Евгения Викторовна Артамонова-Эстес?; Ekaterinburg, 17 luglio 1975) è un'ex pallavolista russa.
Giocava nel ruolo di schiacciatrice.

## Carriera
Evgenija Artamonova inizia la carriera ad Ekaterinburg, sua città di nascita, tra le file dell'Uraločka. Giovanissima fa il suo esordio in nazionale, vince la sua prima medaglia olimpica a Barcellona 1992. Nel 1993 vince il suo primo Europeo. Un anno dopo ai Mondiali, raggiunge il terzo posto. Nel 1995 non riesce a bissare la vittoria di due anni prima agli Europei, ma vince comunque la medaglia di bronzo.
Dopo aver dominato il campionato russo conquistando quattro scudetti consecutivi ed aver vinto due volte la Champions League, decide di trasferirsi in Giappone per giocare nel Toyobo, dove rimane quattro stagioni aggiudicandosi il campionato 1998-99. Durante questo periodo, con la nazionale vince nuovamente la medaglia d'oro agli Europei e alla Grand Champions Cup del 1997 e agli Europei 1999, bissando inoltre il bronzo ai Mondiali 1998.
Nella stagione 1999-00 è di nuovo in Europa per disputare il massimo campionato turco tra le file dell'Eczacıbaşı, con cui vince scudetto e coppa nazionale, mentre in quella successiva si accasa alla formazione italiana di Serie A1 della Virtus Reggio Calabria, con cui vince Coppa Italia e Supercoppa italiana. Durante l'estate, con la nazionale vince la terza medaglia d'oro agli Europei 2001. L'annata seguente cambia ancora squadra, tornando in Russia tra le file dell'Uraločka, dove arricchisce il proprio palmarès vincendo nuovamente la Superliga; al termine della stagione, si aggiudica nuovamente la medaglia di bronzo ai Mondiali 2002, in Germania.
Per il campionato 2002-03 fa ritorno in Giappone, questa volta ingaggiata dal Takefuji Bamboo; per difendere i colori della formazione nipponica per due stagioni al termine delle quali viene convocata per le Olimpici di Atene 2004, dove vince la terza medaglia d'argento olimpica.
Dopo la seconda esperienza in Asia va a giocare nella Lega Nazionale A svizzera nell'ambizioso Voléro Zurigo; nelle due stagioni trascorse a Zurigo si aggiudica due campionati e due Coppe di Svizzera, quindi fa ritorno al Takefuji Bamboo per l'annata 2006-07.
Nella stagione seguente è di nuovo una giocatrice dell'Uraločka, di cui diviene anche la capitana: durante questo periodo non vince alcun trofeo, ma viene convocata per l'Olimpiade di Pechino 2008, che si rivela un autentico flop per la nazionale russa e al termine della quale annuncia il ritiro dalla nazionale. A livello di club, l'unico risultato di rilievo con la formazione di Ekaterinburg è la finale di Coppa CEV 2008-2009 persa contro l'Asystel. Nel 2012 ritorna in nazionale, convocata dapprima in occasione delle qualificazioni olimpiche e quindi per Londra 2012, diventando così la prima pallavolista di sempre (verrà eguagliata da Sergej Tetjuchin a Rio 2016) a disputare sei edizioni dei Giochi Olimpici.
Nel gennaio 2013, durante la stagione seguente chiede ed ottiene la risoluzione anticipata del contratto in scadenza al termine del campionato, ritirandosi nel contempo dall'attività agonistica; il ritiro sarà definitivo nonostante 
l'annuncio ufficiale del suo ritorno in campo per il campionato 2014-15
da parte dell'Uraločka nel maggio 2014 che però non si concretizza.
Nel 2018 viene inserita nella Volleyball Hall of Fame.

## Palmarès

### Club
- Campionato russo: 5

1991-92, 1992-93, 1993-94, 1994-95, 2000-01
- Campionato giapponese: 1

1998-99
- Campionato turco: 1

1999-00
- Campionato svizzero: 2

2004-05, 2005-06
- Coppa di Turchia: 1

1999-00
- Coppa Italia: 1

2000-01
- Coppa di Svizzera: 2

2004-05, 2005-06
- Supercoppa italiana: 1

2000
- Coppa dei Campioni: 2

1993-94, 1994-95

### Premi individuali
- 1993 - Campionato europeo: Miglior realizzatrice
- 1993 - Grand Champions Cup: Miglior realizzatrice
- 1993 - Grand Champions Cup: Miglior servizio
- 1997 - Grand Champions Cup: MVP
- 1997 - Grand Champions Cup: Miglior realizzatrice
- 2002 - World Grand Prix: MVP